# Моргунов, Сергей Анатольевич
Сергей Анатольевич Моргунов (укр. Сергій Анатолійович Моргунов; род. 9 июля 1968, Винница) — мэр Винницы (с 27 февраля 2014).

## Образование
В 1985 году поступил в Черновицкий национальный университет имени Юрия Федьковича и в июне 1992 года окончил его с квалификацией «преподаватель истории». Обучение прерывалось срочной военной службой в рядах Вооружённых Сил СССР с июня 1987 года по апрель 1989 года (студенты большинства вузов Союза в тот период были лишены отсрочки).
В 2010 году окончил Национальную академию государственного управления при президенте Украины, получив диплом магистра государственного управления по специальности «управление общественным развитием» и специализации «управление на региональном и местном уровнях».

## Карьера
На выборах 31 октября 2010 года избран депутатом 6-го созыва в Винницкий городской совет. На первом сессии городского совета 6-го созыва был переизбран секретарем городского совета на второй срок.
На выборах 26 марта 2006 года избран депутатом 5-го созыва в Винницкий городской совет, а на первом сессии городского совета 5-го созыва был избран секретарем Винницкого городского совета.
В марте 2002 года избран депутатом Винницкого городского совета 4-го созыва.
С 1998 по 2006 работал на руководящих должностях в коммерческих структурах. С августа 1992 по сентябрь 1997 года работал преподавателем истории и обществоведения в Винницком техникуме мясной и молочной промышленности.
Сергей Моргунов с февраля 2014 года исполнял обязанности Винницкого городского головы, в 2015 году был избран на эту позицию. На местных выборах 2020 года его кандидатура получила 66,0 % голосов, он победил в 1-м туре.

## Личная жизнь
Женат. Вместе с женой Моргуновой Натальей Владимировной воспитывают дочь Веронику.

## Награды
- Кавалер ордена «За заслуги» ІІ степени (24 августа 2017).[1]
- Кавалер ордена «За заслуги» ІІІ степени (5 декабря 2008).[2]
- Юбилейная медаль «70 лет Вооружённых Сил СССР» (1988)